# CAF Champions League 2016
La CAF Champions League 2016 (ufficialmente Orange CAF Champions League 2016 per ragioni di sponsorizzazione) è stata la 52ª edizione di questo torneo organizzato dalla CAF, la 20ª con la forma attuale. Il Mamelodi Sundowns, avendo vinto il trofeo per la prima volta, ha avuto diritto alla qualificazione per la Coppa del mondo per club FIFA 2016 e alla CAF Super Cup 2017.

## Sistema della graduatoria
La CAF calcola i punti per ogni associazione in base ai risultati dei propri club nella Champions League e nella Coppa della Confederazione CAF, non prendendo in considerazione l'anno corrente. I criteri per i punti sono i seguenti:
|                        | CAF Champions League | Coppa della Confederazione CAF |
| ---------------------- | -------------------- | ------------------------------ |
| Vincitore              | 5 punti              | 4 punti                        |
| Seconda                | 4 punti              | 3 punti                        |
| Semifinaliste perdenti | 3 punti              | 2 punti                        |
| 3º posto nei gruppi    | 2 punti              | 1 punti                        |
| 4º posto nei gruppi    | 1 punto              | 1 punto                        |

I punti sono moltiplicati per un dato coefficiente a seconda dell'anno, come segue:
- 2015 – 5
- 2014 – 4
- 2013 – 3
- 2012 – 2
- 2011 – 1

## Turni e date dei sorteggi
| Fase           | Turno                | Data sorteggio    | Andata              | Ritorno                  |
| -------------- | -------------------- | ----------------- | ------------------- | ------------------------ |
| Qualificazioni | Turno Preliminare    | 11 dicembre 2015  | 12–14 febbraio 2016 | 26 febbraio-6 marzo 2016 |
| Qualificazioni | Sedicesimi di finale | 11 dicembre 2015  | 12–13 marzo 2016    | 19–20 marzo 2016         |
| Qualificazioni | Ottavi di finale     | 11 dicembre 2015  | 8–10 aprile 2016    | 19–20 aprile 2016        |
| Fase a gironi  | 1ª giornata          |                   | 17 giugno 2016      | 17 giugno 2016           |
| Fase a gironi  | 2ª giornata          | 28 giugno 2016    | 28 giugno 2016      |                          |
| Fase a gironi  | 3ª giornata          | 15 luglio 2016    | 15 luglio 2016      |                          |
| Fase a gironi  | 4ª giornata          | 26 luglio 2016    | 26 luglio 2016      |                          |
| Fase a gironi  | 5ª giornata          | 12 agosto 2016    | 12 agosto 2016      |                          |
| Fase a gironi  | 6ª giornata          | 23 agosto 2016    | 23 agosto 2016      |                          |
| Fase finale    | Semifinali           | 16 settembre 2016 | 23 settembre 2016   |                          |
| Fase finale    | Finale               | 14 ottobre 2016   | 23 ottobre 2016     |                          |

## Qualificazioni

### Turno preliminare
| Squadra 1             | Totale     | Squadra 2            | Andata | Ritorno |
| --------------------- | ---------- | -------------------- | ------ | ------- |
| Mafunzo               | 0–4        | AS Vita Club         | 0 – 3  | 0 – 1   |
| Mochudi Centre Chiefs | Per ritiro | Ferroviário Maputo   | –      | –       |
| Chicken Inn           | 1–2        | Mamelodi Sundowns    | 1 – 0  | 0 – 2   |
| Warri Wolves          | Per ritiro | Sporting Praia Cruz  | –      | –       |
| Mangasport            | 0–3        | Étoile du Congo      | 0 – 0  | 0 – 3   |
| Wydad Casablanca      | 3–2        | Douanes Niamey       | 2 – 0  | 1 – 2   |
| Gor Mahia             | 1–3        | CNaPS Sport          | 1 – 2  | 0 – 1   |
| Saint-George          | 4–1        | St Michel United     | 3 – 0  | 1 – 1   |
| Vipers                | 1–2        | Enyimba              | 1 – 0  | 0 – 2   |
| Lioli                 | 2–2 (gfc)  | Vital'O              | 1 – 2  | 1 – 0   |
| Ol. Khouribga         | 4–2        | Gamtel               | 2 – 1  | 2 – 1   |
| Stade Malien          | 4–1        | RC Bobo              | 3 – 1  | 1 – 0   |
| ZESCO United          | 3–0        | Al-Ghazal            | 2 – 0  | 1 – 0   |
| Douanes               | 0–4        | Horoya               | 0 – 0  | 0 – 4   |
| Mbabane Swallows      | 2–4        | APR                  | 1 – 0  | 1 – 4   |
| Cercle de Joachim     | 0–3        | Young Africans       | 0 – 1  | 0 – 2   |
| Recreativo do Libolo  | 9–1        | Racing de Micomeseng | 5 – 1  | 4 – 0   |
| Volcan Club           | Per ritiro | Kaizer Chiefs        | 0 – 4  | –       |
| AS Coton Chad         | 0–1        | ASEC Mimosas         | 0 – 1  | 0 – 0   |
| Onze Créateurs        | 1–2        | Al Ahly Tripoli      | 1 – 2  | 0 – 0   |
| Nimba United          | 1–4        | Union Douala         | 1 – 3  | 0 – 1   |
| Club Africain         | 2–0        | Tanda                | 2 – 0  | 0 – 0   |
| Ashanti Gold          | 2–3        | MO Béjaïa            | 1 – 0  | 1 – 3   |

### Primo Turno
| Squadra 1            | Totale      | Squadra 2             | Andata | Ritorno |
| -------------------- | ----------- | --------------------- | ------ | ------- |
| AS Vita Club         | 2 – 1       | Ferroviário Maputo    | 1 – 0  | 1 – 1   |
| Mamelodi Sundowns    | 3 – 1       | AC Léopards           | 2 – 0  | 1 – 1   |
| Warri Wolves         | 0 – 2       | Al-Merrikh            | 0 – 1  | 0 – 1   |
| Étoile du Congo      | 3 – 5       | ES Sétif              | 1 – 1  | 2 – 4   |
| Wydad Casablanca     | 6 – 3       | CNaPS Sport           | 5 – 1  | 1 – 2   |
| Saint-George         | 2 – 3       | TP Mazembe            | 2 – 2  | 0 – 1   |
| Enyimba              | 6 – 3       | Vital'O               | 5 – 1  | 1 – 2   |
| Olympique Khouribga  | 1 – 3       | Étoile du Sahel       | 1 – 1  | 0 – 2   |
| Stade Malien         | 2 – 1       | Coton Sport           | 2 – 0  | 1 – 0   |
| ZESCO United         | 4 – 3       | Horoya                | 4 – 1  | 0 – 2   |
| APR                  | 1 – 3       | Young Africans        | 0 – 1  | 1 – 1   |
| Recreativo do Libolo | 0 – 2       | Al-Ahly               | 0 – 0  | 0 – 2   |
| Kaizer Chiefs        | 0 – 1       | ASEC Mimosas          | 0 – 1  | 0 - 0   |
| Al Ahly Tripoli      | 2 – 2 (gfc) | Al-Hilal              | 1 – 0  | 1 – 2   |
| Union Douala         | 0 – 3       | Zamalek Sporting Club | 0 – 1  | 0 – 2   |
| Club Africain        | 1 – 2       | MO Béjaïa             | 1 – 0  | 0 – 2   |

### Secondo Turno
| Squadra 1        | Totale        | Squadra 2         | Andata | Ritorno |
| ---------------- | ------------- | ----------------- | ------ | ------- |
| AS Vita Club     | 2–2 (gfc)     | Mamelodi Sundowns | 1–0    | 1–2     |
| Al-Merrikh       | 2–2 (gfc)     | ES Sétif          | 2–2    | 0–0     |
| Wydad Casablanca | 3–1           | TP Mazembe        | 2–0    | 1–1     |
| Enyimba          | 3–3 (4–3 dtr) | Étoile du Sahel   | 3–0    | 0–3     |
| Stade Malien     | 2–5           | ZESCO United      | 1–3    | 1–2     |
| Young Africans   | 2–3           | Al-Ahly           | 1–1    | 1–2     |
| ASEC Mimosas     | 3–2           | Al-Ahly Tripoli   | 2–0    | 1–2     |
| Zamalek          | 3–1           | MO Béjaïa         | 2–0    | 1–1     |

## Fase a gironi

### Gruppo A
| Squadra          | Pt | G | V | N | P | GF | GS | DR |
| ---------------- | -- | - | - | - | - | -- | -- | -- |
| Wydad Casablanca | 11 | 6 | 3 | 2 | 1 | 6  | 3  | +3 |
| ZESCO United     | 9  | 6 | 2 | 3 | 1 | 10 | 9  | +1 |
| Al-Ahly          | 6  | 6 | 1 | 3 | 2 | 6  | 7  | -1 |
| ASEC Mimosas     | 5  | 6 | 1 | 2 | 3 | 5  | 8  | -3 |

|                  | WYD | ZES | AHL | ASE |
| ---------------- | --- | --- | --- | --- |
| Wydad Casablanca |     | 2-0 | 0-1 | 2-1 |
| ZESCO United     | 1-1 |     | 3-2 | 3-1 |
| Al-Ahly          | 0-0 | 2-2 |     | 1-2 |
| ASEC Mimosas     | 0-1 | 1-1 | 0-0 |     |

### Gruppo B
| Squadra           | Pt                         | G                          | V                          | N                          | P                          | GF                         | GS                         | DR                         |
| ----------------- | -------------------------- | -------------------------- | -------------------------- | -------------------------- | -------------------------- | -------------------------- | -------------------------- | -------------------------- |
| Mamelodi Sundowns | 9                          | 4                          | 3                          | 0                          | 1                          | 6                          | 5                          | +1                         |
| Zamalek           | 6                          | 4                          | 2                          | 0                          | 2                          | 3                          | 3                          | 0                          |
| Enyimba           | 3                          | 4                          | 1                          | 0                          | 3                          | 4                          | 5                          | -1                         |
| Sétif             | Squalificata per incidenti | Squalificata per incidenti | Squalificata per incidenti | Squalificata per incidenti | Squalificata per incidenti | Squalificata per incidenti | Squalificata per incidenti | Squalificata per incidenti |

|                   | MAM                        | ZAM                        | ENY                        | SÉT                        |
| ----------------- | -------------------------- | -------------------------- | -------------------------- | -------------------------- |
| Mamelodi Sundowns |                            | 1-0                        | 2-1                        | canc.                      |
| Zamalek           | 1-2                        |                            | 1-0                        | canc.                      |
| Enyimba           | 3-1                        | 0-1                        |                            | canc.                      |
| Sétif             | Squalificata per incidenti | Squalificata per incidenti | Squalificata per incidenti | Squalificata per incidenti |

## Fase finale
Tabellone
|  | Semifinali        | Semifinali        | Semifinali | Semifinali | Semifinali |  |  | Finale            | Finale            | Finale | Finale | Finale |  |
|  |                   |                   |            |            |            |  |  |                   |                   |        |        |        |  |
|  | Zamalek           | Zamalek           | 4          | 2          | 6          |  |  |                   |                   |        |        |        |  |
|  | Wydad Casablanca  | Wydad Casablanca  | 0          | 5          | 5          |  |  | Zamalek           | Zamalek           | 0      | 1      | 1      |  |
|  | ZESCO United      | ZESCO United      | 2          | 0          | 2          |  |  | Mamelodi Sundowns | Mamelodi Sundowns | 3      | 0      | 3      |  |
|  | Mamelodi Sundowns | Mamelodi Sundowns | 1          | 2          | 3          |  |  |                   |                   |        |        |        |  |

### Semifinali
| Squadra 1    | Totale | Squadra 2         | Andata | Ritorno |
| ------------ | ------ | ----------------- | ------ | ------- |
| Zamalek      | 6 – 5  | Wydad Casablanca  | 4 – 0  | 2 – 5   |
| ZESCO United | 2 – 3  | Mamelodi Sundowns | 2 – 1  | 0 – 2   |

### Finale
| Squadra 1         | Totale | Squadra 2 | Andata | Ritorno |
| ----------------- | ------ | --------- | ------ | ------- |
| Mamelodi Sundowns | 3 – 1  | Zamalek   | 3 – 0  | 0 – 1   |